# Cien Caras
J. Carmen  Reyes González (Lagos de Moreno, Jalisco, 8 de octubre de 1949), conocido como Cien Caras, por un error al perder la máscara, se le nombró Carmelo, pero su nombre es J. Carmen, en sus palabras ya se acostumbró a Carmelo, es un luchador profesional mexicano. Durante su carrera, obtuvo 3 Campeonatos Mundiales: CMLL World Heavyweight Championship, IWC World Heavyweight Championship y WWA World Heavyweight Championship. El 19 de marzo del 2004, en la Arena México, Cien Caras se retiró, quien junto a su hermano, Máscara Año 2000, pierde la cabellera al enfrentar a El Perro Aguayo y su vástago.

## Carrera

### Inicios
Después de ser entrenado por El Diablo Velazco y Pantera Negra, Carmelo Reyes González debutó el 5 de agosto de 1974 bajo el nombre de Mil Caras en Los Ángeles, California, pero tuvo problemas con su nombre ya que Mil Máscaras decía era muy parecido al de él, así que Carmelo Reyes tuvo que restarle 900 unidades a su nombre, quedando el nombre de Cien Caras. Carmelo inicialmente fue técnico, pero pronto desarrolló un estilo de lucha más violenta y se convirtió en rudo. Años después, en 1977, ganó el WCWA Texas Tag Team Championship junto a José Lothario al derrotar a Tony Charles y Les Thornton. Perdió el título el 15 de marzo del mismo año ante Bruiser Brody y Mike York en Houston, Texas. El 29 de octubre de 1977, ganó con Victor Rivera el NWA Americas Tag Team Championship a Roddy Piper y The Hangman, pero lo perdieron solo un mes después contra el equipo de Toru Tanaka y Dr. Hiro Ota. Luego de eso, comenzó a luchar en la Arena Coliseo de Guadalajara, Jalisco, donde pronto ganó las cabelleras de Alfonso Dantés y Goro Tanaka. El 26 de julio de 1980 se gana por primera vez el Campeonato Nacional Peso Completo. Logró ser campeón cerca de 1 año y medio, hasta que perdió frente a Herodes en marzo de 1982. Ganó la máscara y la cabellera de Terremoto en la Arena Coliseo de Guadalajara varios meses después. El 30 de marzo de 1984 gana nuevamente el Campeonato Nacional Peso Completo, esta vez ganándole al Rayo de Jalisco Jr. en el Distrito Federal.

### Consejo Mundial de Lucha Libre
El 1984 empezó una rivalidad con El Halcón Ortiz, terminando en una lucha de máscara contra cabellera, saliendo El Halcón Ortiz perdedor. El 12 de abril de 1985 gana el Campeonato Nacional de Parejas con Sangre Chicana, pero en octubre del mismo año los pierden contra Rayo de Jalisco Jr. & Tony Benetto. En octubre de 1986 pierde el Campeonato Nacional Completo ante Alfonso Dantés luego de 2 años como campeón. Tres años más tarde, ganó la máscara de siglo XX en la Arena México. Perdió su máscara en una lucha contra el Rayo de Jalisco Jr. el 21 de septiembre de 1990 en la Arena México. El 24 de junio de 1987 en Nezahualcóyotl, Estado de México, Cien Caras derrotado MS-1 en una lucha por el Campeonato Mundial Peso Ligero de la NWA. Mantuvo el título hasta el 20 de marzo de 1988, cuando lo perdió ante Lizmark en la Ciudad de México.
El 18 de agosto de 1991 en Monterrey, Caras derrotó a Konnan el Bárbaro para convertirse por primera vez en Campeón Mundial de Peso Completo del CMLL. Mantuvo este título hasta su salida de la CMLL el 19 de junio de 1992, dejando el título vacante.

### Asistencia Asesoría y Administración
Carmelo siguió a Konnan a la recién formada Asistencia Asesoría y Administración (AAA), donde continuaron su rivalidad. En el evento estelar de Triplemanía el 30 de abril de 1993, Cien Caras derrotó a Konnan en una lucha de retiro a dos de tres caídas al recibir el conteo de 10 después de que Jake "The Snake" Roberts interfiriera en su nombre. Caras permaneció varios años en la AAA antes de regresar al CMLL. En una de sus últimas luchas en la empresa, hizo equipo con Heavy Metal y Latin Lover en un torneo de campeonato para coronar a los primeros Campeones de Tríos AAA de las Américas, pero perdieron ante Los Villanos (Villano III, IV y V) en la final del torneo en Nezahualcóyotl el 8 de marzo de 1996.
El 7 de junio de 2009 fue anunciado como nuevo as del Lic. Joaquín Roldán para enfrentar a Konnan y la Legión Extranjera, sin embargo apareció enmascarado por lo cual Konnan no creía que fuera realmente aquel que lo retiró en la Triplemanía I; para su sorpresa, quien se ocultaba tras la misma máscara era El Capo mayor, Cien Caras, en Triplemania XVII fungió su papel como estaba previsto donde el Ejército AAA salió avante.

### Regreso al Consejo Mundial de Lucha Libre
En el CMLL, Cien Caras fue un miembro del equipo de Los Capos con sus dos hermanos menores, Máscara Año 2000 y Universo 2000 (Los Hermanos Dinamita) y también Apolo Dantes. El 19 de mayo del 2004, El Hijo del Perro Aguayo y El Terrible raparon a Cien Caras y Máscara Año 2000 en una lucha de cabelleras contra cabelleras en la Arena México.

## Luchas de apuestas
| Apuesta    | Ganador                              | Perdedor                      | Lugar            | Fecha |
| ---------- | ------------------------------------ | ----------------------------- | ---------------- | ----- |
| Cabellera  | Cien Caras                           | Alfonso Dantés                | Jalisco          | N/A   |
| Cabellera  | Cien Caras                           | Goro Tanaka                   | N/A              | N/A   |
| Máscara    | Cien Caras                           | Terremoto                     | Jalisco          | 1982  |
| Cabellera  | Cien Caras                           | Terremoto                     | Jalisco          | 1982  |
| Cabellera  | Cien Caras                           | Halcón Ortiz                  | Distrito Federal | 1984  |
| Máscara    | Cien Caras                           | siglo XX                      | Distrito Federal | 1987  |
| Máscara    | Rayo de Jalisco Jr.                  | Cien Caras                    | Distrito Federal | 1990  |
| Carrera    | Cien Caras                           | Konan                         | Distrito Federal | 1993  |
| Cabellera  | Rayo de Jalisco Jr.                  | Cien Caras                    | Jalisco          | 1999  |
| Cabellera  | Perro Aguayo                         | Cien Caras                    | Distrito Federal | 2000  |
| Cabellera  | Pierroth Jr.                         | Cien Caras                    | Distrito Federal | 2003  |
| Cabelleras | Hijo del Perro Aguayo & El Terrible  | Cien Caras & Máscara Año 2000 | Distrito Federal | 2004  |
| Cabelleras | Cien Caras & Máscara Año 2000        | Pierroth Jr. & Vampiro        | Distrito Federal | 2004  |
| Cabelleras | Perro Aguayo & Hijo del Perro Aguayo | Cien Caras & Máscara Año 2000 | Distrito Federal | 2005  |
| Cabellera  | Rey Misterio                         | Cien Caras                    | Baja California  | 2006  |

- Datos: Q4115350
- Multimedia: Lagos / Q4115350